# Paul III
Pour les articles homonymes, voir Alessandro Farnese et Cardinal Farnèse.
Pour les autres membres de la famille, voir Maison Farnèse.
Alexandre Farnèse (en italien : Alessandro Farnese), né le 29 février 1468 à Canino et mort le 10 novembre 1549 à Rome, est le 220e pape de l’Église catholique, élu le 13 octobre 1534 sous le nom de Paul III (en latin Paulus III, en italien Paolo III) et règne jusqu'à sa mort
Il accède au trône papal à une époque qui suit le sac de Rome (1527), avec de nombreuses incertitudes au sein de l'Église catholique après la Réforme protestante. Il initie la Contre-Réforme avec le concile de Trente qu'il convoque en 1545. Son pontificat connaît les premières guerres de religion avec les campagnes militaires de l'empereur Charles Quint contre les protestants en Allemagne. Il reconnaît de nouveaux ordres et sociétés religieux catholiques tels que la Compagnie de Jésus, les Clercs réguliers de Saint-Paul ou Barnabites et la Congrégation de l'Oratoire de saint Philippe Néri. Ses efforts sont détournés par le népotisme visant à faire progresser le pouvoir et la fortune de sa famille, y compris de son fils illégitime Pierre-Louis Farnèse. Il est parfois surnommé le « renard Farnèse ».
Il réorganise l'Inquisition, mettant en place l'Inquisition romaine et autorisant la création de l'Inquisition portugaise.
On lui doit également la Veritas ipsa, la condamnation officielle par l'Église catholique de l'esclavage des Indiens « ou de tout autre peuple qui viendrait à être découvert » en 1537.
Paul III est un mécène important d'artistes dont Michel-Ange ; Nicolas Copernic lui dédie son traité héliocentrique.

## Biographie

### Jeunesse et famille
Né en 1468 à Canino dans le Latium (qui fait alors partie des États pontificaux), Alexandre Farnèse est le fils aîné de Pier Luigi I Farnèse, Seigneur de Montalto (1435-1487) et de son épouse Giovanna Caetani,, sœur du seigneur de Sermoneta et membre de la famille Caetani, qui a également donné le pape Gélase II et le pape Boniface VIII. Il est le troisième de cinq enfants et l'aîné des garçons. La famille Farnèse a prospéré au fil des siècles, mais c'est l'ascension d'Alexandre à la papauté et son dévouement aux intérêts familiaux qui provoquent l'accroissement le plus significatif de sa richesse et de son pouvoir.
Sa mère, intelligente et ayant un grand sens stratégique dans la conception de la destinée de ses enfants, voit en lui celui capable de poursuivre une carrière ecclésiastique et de s'implanter à Rome, ce qui fait défaut aux Farnèse, dont l'objectif est de perdre leur caractère provincial. Alexandre reçoit une éducation humaniste, d'abord à Rome, où il a, dès l'âge de 14 ans, comme tuteur Giulio Pomponio Leto. Il est alors déjà introduit dans le milieu de la curie romaine comme écrivain apostolique.
Lors du conflit entre Innocent VIII et Ferdinand Ier (roi de Naples), alors que chevaliers et condottieri sévissent sur les territoires farnésiens de la province de Viterbe, en février 1486, il est incarcéré au château Saint-Ange dont il réussit à s'enfuir au bout de quelques mois dans des circonstances jamais éclaircies.
Il réapparait à Florence à la cour de Laurent de Médicis, où nait son amitié avec le futur Léon X, de sept ans son cadet. Sa sœur Girolama y vit, épouse de Puccio Pucci, un proche de Laurent le Magnifique, tout comme son cousin Ranuccio qui lui offre ses services militaires. Alexandre y perfectionne son latin et son grec et approfondit ses connaissances en rhétorique. Il fréquente des intellectuels prestigieux tels que Alessandro et Paolo Cortesi, Hermolao Barbaro, Nanni da Viterbo, Bartolomeo Scala et Augusto Valdo. Ses contemporains loueront son érudition dans toutes les disciplines de la Renaissance, particulièrement sa maîtrise des lettres classiques latines et italiennes.

### Carrière curiale

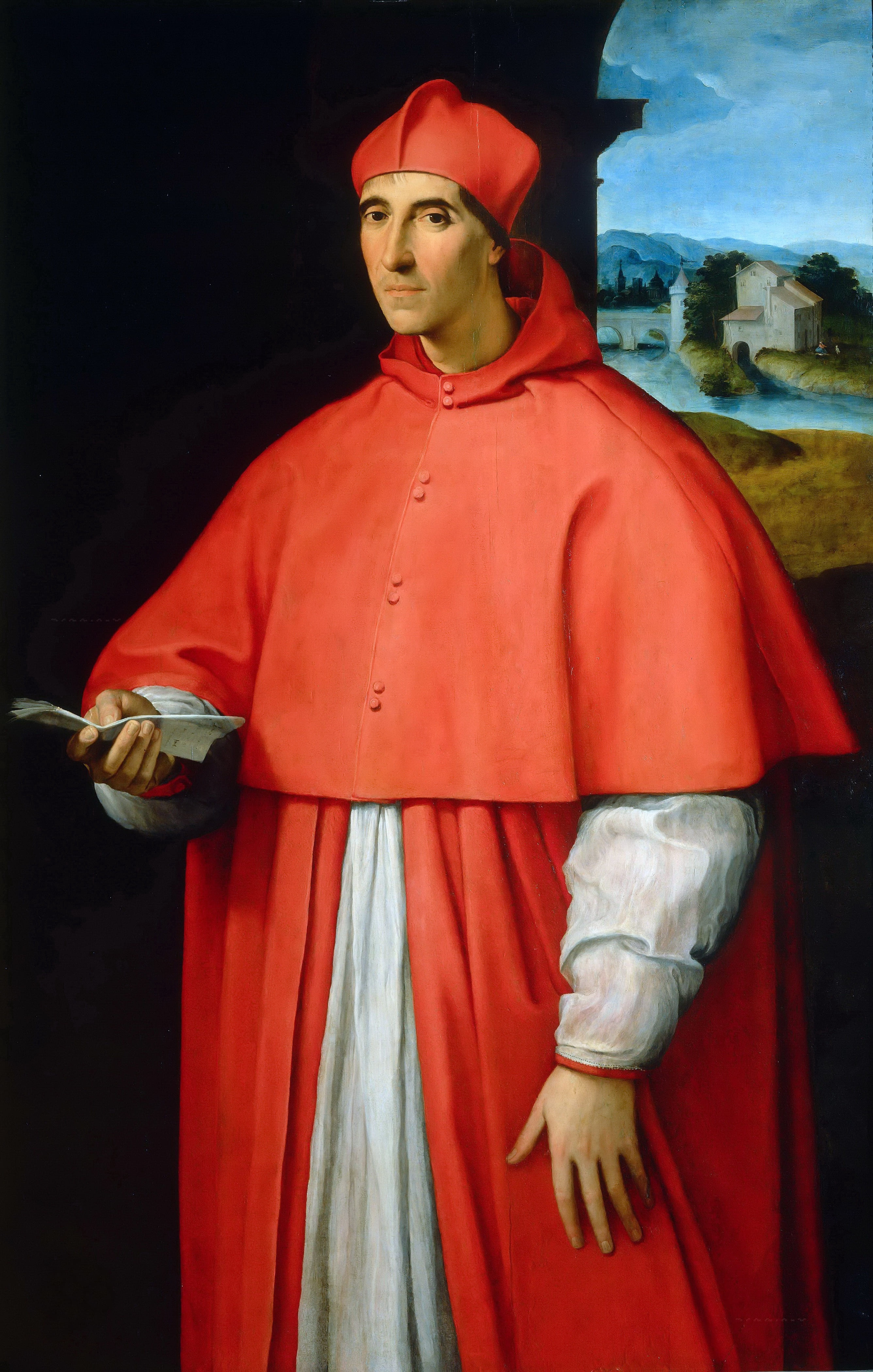
Raphäel, Portrait du cardinal Alessandro Farnese, 1509, musée de Capodimonte.

D'abord formé comme notaire apostolique, il rejoint la Curie romaine en 1491. En 1492, il est nommé à la charge de trésorier général pontifical. Le 20 septembre 1493, à peine âgé de 25 ans, il est élevé au rang de cardinal-diacre de Santi Cosma e Damiano par Alexandre VI. Sa sœur, Giulia Farnèse, est connue pour être une maîtresse d'Alexandre VI et aurait pu jouer un rôle déterminant dans l'obtention de cette nomination pour son frère. Pour cette raison, il est parfois qualifié de « beau-frère des Borgia », tout comme Giulia est qualifiée d'« épouse du Christ ».
Jeune clerc, Alexandre a une vie particulièrement dissolue, prenant une maîtresse, Silvia Ruffini. Entre environ 1500 et 1510, elle donne naissance à au moins quatre enfants : Costanza, Pierre-Louis (qui sera créé duc de Parme), Paolo et Ranuccio. En juillet 1505, le pape Jules II légitime ses deux fils aînés afin qu'ils puissent hériter des domaines de la famille Farnèse. Le 23 juin 1518, Léon X publie une deuxième légitimation de Pierre-Louis, et légitime également Ranuccio (le deuxième fils Paolo est déjà décédé), avec faculté de leur léguer ses biens ainsi que l'investiture perpétuelle des fiefs entrés en sa possession à la mort de ses frères et sœurs.
Il enchaîne les charges épiscopales prestigieuses et rentables. Le 28 mars 1509, il est nommé évêque de Parme et en 1514 de Saint-Pons-de-Thomières. Il est ordonné prêtre le 26 juin 1519 et consacré évêque le 2 juillet suivant par le pape Léon X. Il célèbre sa première messe le 29 octobre de la même année. En tant qu'évêque de Parme, il subit l'influence de son vicaire général, Bartolomeo Guidiccioni, ce qui le conduit à rompre sa relation avec sa maîtresse et à s'engager dans la réforme de son diocèse. Il tient un synode dans la ville ducale, où il commence à appliquer les décrets du cinquième concile du Latran. Sous le pape Clément VII (1523-1534), il est nommé cardinal évêque d'Ostie et doyen du Collège des cardinaux.
À partir de l'élection de Léon X, il est un protagoniste de plus en plus important de la vie curiale. Dès le conclave qui élit Adrien VI le 9 janvier 1522, il est un candidat crédible et papable, et le sera encore lors de celui qui élit Jules de Médicis, le pape Clément VII en 1523. Il en devient un conseiller écouté et est emprisonné avec lui au château Saint-Ange lors du sac de Rome (1527) par les lansquenets de Charles Quint. Il joue un rôle de premier plan dans le rétablissement difficile des relations avec l'empereur. En 1530, il célèbre la messe solennelle après le couronnement de ce dernier dans la basilique San Petronio de Bologne.
Pendant cette période, il gère la fortune matérielle et immatérielle de sa famille de façon lucide, prudente et intelligente, garantissant sa progression nobiliaire. Il porte la pourpre pendant plus de quarante ans, entouré d'une cour fort nombreuse. En phase avec les abus de son temps, il accumule nombre d’opulents bénéfices, mais dépense son immense revenu avec une générosité qui lui vaut la louange des artistes et l’affection du peuple romain. Ses capacités naturelles et son habileté diplomatique, acquise de longue expérience, lui valent un grand prestige parmi ses collègues du Sacré Collège, d’autant plus que le palais Farnèse excède en magnificence toutes les autres demeures de Rome.

### Élection pontificale

Titien, Portrait de Paul III avec ses petits-fils, 1545-1546.

À la mort de Clément VII en 1534, Alexandre Farnèse est élu rapidement pape sous le nom de Paul III le 13 octobre 1534, deux jours après l'ouverture du conclave, à l'âge très avancé pour l'époque de soixante-six ans. Il n'appartient à aucune des factions et est considéré comme un très bon choix par les cardinaux puisque son âge et son état de santé permettent d'envisager une papauté courte, qui leur donnerait le temps de sélectionner un candidat approprié pour un futur conclave. Les cardinaux espèrent aussi que sa neutralité contribuera à modérer les affrontements entre les Habsbourg et les Valois. Ses détracteurs ne lui ont cependant pas pardonné la manière avec laquelle il a obtenu la charge de cardinal et ne manqueront pas d'utiliser cet événement. Pour la noblesse romaine blasée des papes florentins de la famille Médicis ou étrangers, il représente le retour d'une romanité éprouvée et partagée.
Le 3 novembre, Paul III est officiellement couronné par le cardinal protodiacre Innocent Cybo.
L'élévation au cardinalat de ses petits-fils, Alexandre Farnèse, quatorze ans, et Guido Ascanio Sforza di Santa Fiora, seize ans, déplaît au parti réformateur et suscite une protestation de l'empereur Charles Quint, mais cela lui est pardonné lorsque, peu de temps après, quand il introduit au Sacré Collège Reginald Pole, Gasparo Contarini, Jacopo Sadoleto et Giovanni Pietro Caraffa, le futur le pape Paul IV.

### Politique et religion

#### Années 1530

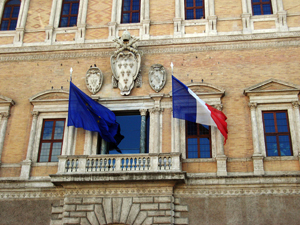
Les armoiries des Farnèse ou stemma sur la façade du palais Farnèse à Rome.

Paul III relance immédiatement la médiation papale et se montre garant de la concorde chrétienne. Quatrième pape de la période de la Réforme protestante, Paul III est le premier pape à prendre des mesures énergiques en réponse au protestantisme. Peu de temps après son élévation, le 2 juin 1536, il convoque un concile œcuménique qui se réunit à Mantoue au mois de mai suivant ; mais l'opposition des princes protestants et le refus du duc de Mantoue d'assumer la responsabilité de rétablir l'ordre font échouer le projet. Il le diffère d'un an, puis abandonne tout le projet.
En 1536, il invite un comité de neuf prélats éminents, connus à la fois par leur savoir et leur piété, à faire un rapport sur la réforme et la reconstruction de l'Église. En 1537, ils publient le célèbre Consilium de emendenda ecclesia, qui dénonce les abus flagrants commis dans la Curie romaine, dans l'administration de l'Église et dans le culte public et émet des propositions audacieuses visant à abolir de tels abus. Le rapport est largement imprimé. Le pape aborde le problème de la réforme avec sérieux : il comprend clairement que l'empereur Charles Quint n'aura de repos que lorsque les problèmes seront résolus. Mais le rapport semble loin d'être complet aux yeux des protestants ; Martin Luther fait préfacer son édition (1538) d'une vignette montrant les cardinaux nettoyant l'écurie d'Augias de l'église romaine avec des sétaires au lieu de balais. En fin de compte, les recommandations du comité ne donnent aucun résultat.
À la suite de la vaste campagne contre « l'idolâtrie » en Angleterre, culminant avec le démantèlement du sanctuaire de saint Thomas Becket à Canterbury, le pape excommunie Henri VIII une deuxième fois le 17 décembre 1538 et décrète un interdit.
Les exécutions commises sur la place Maubert à Paris finissent par émouvoir le pape Paul III qui écrit à François Ier en juin 1535 : « Adverty de l'exécrable et horrible justice que le roy François Ier faisoit en son royaume sur les luthériens, Paul III luy manda qu'il pensoit bien qu'il le fist en bonne part, néanmoins que Dieu, le créateur, a usé de plus de miséricorde que de rigoureuse justice, et que c'était une cruelle mort de faire brusler vif un homme; donc, le requéroit de vouloir apaiser sa fureur et rigueur de justice, en leur faisant grâce et pardon. »,
En 1534, une de ses décisions favorise l'activité des marchands du Levant de toutes nationalités et religions en leur permettant de s'installer avec leurs familles à Ancône, devenue partie des États pontificaux sous son prédécesseur Clément VII, décision qui contribue à la prospérité commerciale de la ville pour les siècles à venir. Un Vénitien voyageant à Ancône en 1535 rapporte que la ville est « pleine de marchands de toutes nations et principalement de Grecs et de Turcs ». Dans la seconde moitié du XVIe siècle, la présence de marchands grecs et de l'Empire ottoman diminue après une série de mesures restrictives prises par les autorités italiennes et le pape.
Il se dépense sans compter pour la paix de Nice de mars 1538, parvenant à convaincre François Ier et Charles Quint de conclure une trêve.

#### Années 1540

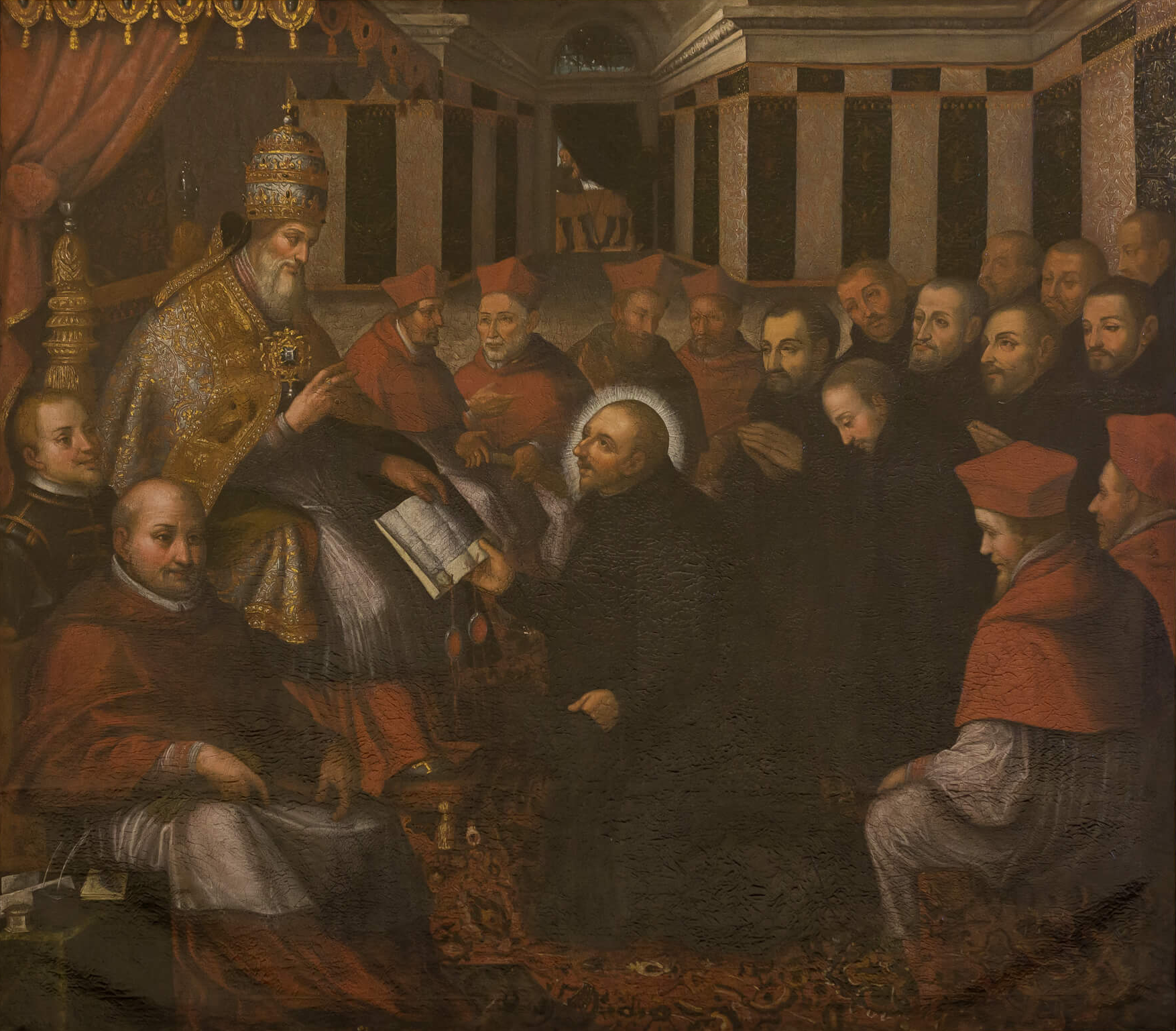
Domingos da Cunha, Le Pape Paul III approuve la Compagnie de Jésus, v. 1640.

Titien, Portrait de Ranuccio Farnese, 1542.

À cette époque, des complications familiales apparaissent. Afin de confier à son petit-fils Octave Farnèse le duché de Camerino, Paul III l'arrache de force au duc d'Urbino en 1540. Il engage également une guerre latente avec ses propres sujets et vassaux en imposant de lourdes taxes. Pérouse, refusant de lui obéir, est assiégée par son fils, Pier Luigi, et perd entièrement sa liberté lors de sa reddition. Les bourgeois de la Famille Colonna sont vaincus et Ascanio Colonna banni en 1541.
Pendant le Beylerbey d'Alger, Paul III joint les galères de la papauté à la flotte de Charles Quint contre les Turcs d'Alger lors de l'expédition d'Alger (1541). Les Espagnols débarquent dans la région d'Alger le 1er novembre, lorsque la tempête détruit la moitié de leur flotte ; les troupes sont paralysées et une intervention des soldats du bey oblige les Espagnols à rembarquer à la fin du mois.
Au sein de la curie romaine, son action est équilibrée afin de garantir une juste représentation des différentes sensibilités au sujet de la réforme de l'Eglise : il veut attribuer à Rome et à la puissance pontificale une suprématie inviolable. Pour cela, il joue sur un étroit réseau de favoritisme et une gestion très raisonnable dans l'attribution des charges, tout en renforçant une vision militante du catholicisme. Ainsi, le 30 novembre 1539, il approuve la Confrérie du Corps du Christ, la première confrérie avec cette dénomination.
Le 27 septembre 1540, Paul III approuve formellement la création de la Compagnie de Jésus dans la bulle pontificaleRegimini militantis Ecclesiæ. À l'origine, Paul III limite le nouvel ordre à seulement soixante membres dans la bulle Iniunctum nobis, mais il lève cette restriction après avoir constaté à quel point les jésuites sont efficaces dans leurs activités missionnaires. En 1548, il autorise saint Ignace de Loyola à imprimer ses Exercices spirituels.
De même, en 1540, il approuve la Règle des clercs réguliers de Somasque et le 9 juin 1544 la Règle des Ursulines dans la bulle Regimini Universalis.
Face à la diffusion croissante des idées protestantes, le pontife publie le 21 juillet 1542 la constitution Licet ab initio, avec laquelle est créée l'Inquisition romaine, qui, avec la « Congrégation de l'Inquisition sacrée, romaine et universelle du Saint-Office », marque une nouvelle étape dans le processus de contre-offensive catholique face au monde protestant.
D'un autre côté, l'empereur insiste pour que Rome poursuive ses projets en faveur d'un rétablissement pacifique des protestants allemands. En conséquence, le pape envoie Giovanni Girolamo Morone (pas encore cardinal) comme nonce apostolique à Haguenau et Worms en 1540. En 1541, le cardinal Gasparo Contarini participe aux travaux du colloque de Ratisbonne, où il propose la célèbre formule « C'est par la foi seule que nous sommes justifiés », qui ne remplace cependant pas la doctrine catholique romaine des bonnes œuvres. À Rome, cette définition est rejetée lors du consistoire du 27 mai ; Luther déclare qu'il ne peut l'accepter qu'à condition que les opposants admettent que cette formule constitue un changement de doctrine. Pourtant, même après l'échec du colloque de Ratisbonne, l'empereur insiste pour un concile encore plus large, le résultat final étant le concile de Trente, qui est finalement convoqué le 15 mars 1545, sous la bulle Laetare Hierusalem.
Quand la trêve de Crépy-en-Laonnois négociée par le duc François Ier de Lorraine le 18 septembre 1544 met fin aux guerres entre Charles-Quint et François Ier, Paul III relance énergiquement, attentif à la menace turque, le projet de tenue d’un concile œcuménique capable de rasséréner les communautés chrétiennes.
Entre-temps, l'empereur commence à réprimer le protestantisme par la force. En attendant la Diète de Worms en 1545, il conclut un accord d'action commune avec le légat papal, le cardinal Alexandre Farnèse, Paul III acceptant d'aider dans la guerre projetée contre les princes et les domaines protestants allemands. Cet acquiescement rapide est probablement fondé sur des motivations personnelles : l'empereur étant préoccupé par l'Allemagne, le moment semble désormais opportun pour le pape d'acquérir pour son fils Pier Luigi les duchés de Parme et de Plaisance. Bien que ceux-ci appartiennent aux États pontificaux, Paul III envisage de vaincre les réticences des cardinaux en échangeant ces duchés contre les domaines moins précieux de Camerino et Nepi. L'empereur accepte, accueillant favorablement l'envoi de 12 000 fantassins, 500 cavaliers et de fonds considérables de la part du pape.
En Allemagne, la campagne commence à l'ouest, où l'archevêque de Cologne Hermann V de Wied s'est converti au protestantisme en 1542. L'empereur Charles commence une guerre ouverte contre les princes, domaines et villes protestants alliés dans la Ligue de Smalkalde. Hermann est excommunié le 16 avril 1546 et contraint par l'empereur d'abdiquer en février 1547. À la fin de 1546, Charles Quint a soumis l’Allemagne du Sud. Sa victoire à la bataille de Muehlberg, le 24 avril 1547, établit sa souveraineté impériale partout en Allemagne ; les deux chefs de la Ligue sont capturés. Mais, au lieu de ramener toute l'Allemagne sous l'égide du catholicisme, l'empereur déclare l'Intérim d'Augsbourg comme un compromis magnanime avec les schismatiques vaincus le 15 mai 1548, avec lequel il apaise les tensions entre les princes catholiques et les luthériens. Cela provoque la rupture de l'alliance avec Paul III, qui se tourne vers le nouveau roi de France Henri II.
Bien que l'empereur ait maîtrisé les armées protestantes allemandes, il n'a pas réussi à soutenir les ambitions territoriales du pape pour son fils Pier Luigi ; les relations entre eux se sont refroidies, jusqu'à une rupture totale lorsque le vice-régent impérial, Ferdinand Ier de Guastalla, expulse de force Pier Luigi.
En 1547, le fils du pape est assassiné à Plaisance ; Paul III en rejette une partie de la responsabilité sur l'empereur. Cependant, la même année, la mort de François Ier le prive d'un allié potentiel. Paul III exige ostensiblement la restitution au nom de l'Église de l'héritage du prince assassiné ; son dessein est contrecarré par l'empereur, qui refuse de céder Plaisance, et par l'héritier de Pier Luigi à Parme, Octave Farnèse.

#### Fin de vie

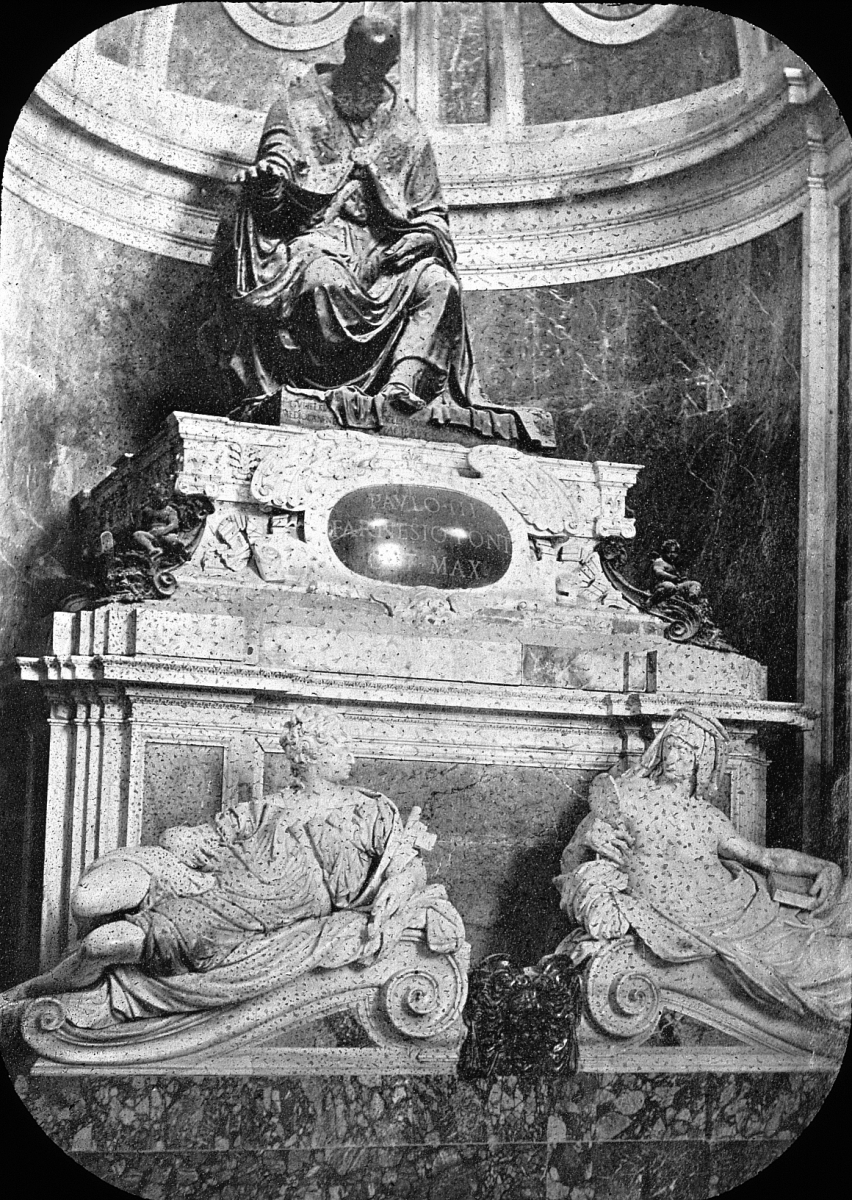
Tombeau dans la basilique Saint-Pierre.

Le 3 novembre 1549, Paul III célèbre l'anniversaire de son couronnement papal. Le 6 novembre, il contracte soudainement de la fièvre et se retire sur la colline du Quirinal où il espère que l'air plus frais l'aidera à soulager sa maladie. Le 7 novembre, l'agent de l'archiduc Ferdinand Ier d'Autriche, Diego Lasso, écrit que la température du pape a augmenté ce matin-là, tandis que l'ambassadeur de France à Rome rapporte à 19 heures au roi Henri II que Paul III souffre d'un catarrhe, estimant que le pape a très peu de temps à vivre. Il est pris d'une fièvre violente et meurt au palais du Quirinal, le 10 novembre 1549.
Il repose à la basilique Saint-Pierre, dans la tombe dessinée par Michel-Ange et érigée par Guglielmo Della Porta.
Paul III s'est montré incapable d'anéantir la Réforme protestante, même si pendant son pontificat les bases de la Contre-Réforme ont été posées. Ses interventions à Parme conduisent à la guerre de Parme deux ans après sa mort.

### Condamnation formelle de l'esclavage
En mai-juin 1537, Paul III publie la bulle pontificale Sublimis Deus (également connue sous le nom d' Unigenitus), décrite par Prein en 2008, comme la « Magna Carta » pour les droits humains des peuples autochtones d'Amérique dans sa déclaration selon laquelle « les Indiens étaient des êtres humains et ne devaient pas être privés de leur liberté ni de leurs biens. » Sa lettre apostolique Veritas ipsa condamne solennellement la pratique de l'esclavage en général, et des Indiens en particulier, y mettant le poids de son autorité papale. Le document d'application ultérieur, Pastorale officium, déclare l'excommunication automatique pour toute personne ne respectant pas la nouvelle décision.
Dans ces deux actes apostoliques, Paul III déclare que les Indiens sont de « véritables êtres humains », « capables de comprendre la foi catholique » et qui ont le droit d'être libres et de posséder des biens, et cela « même s'ils demeurent en dehors de la foi de Jésus Christ ». Il y ajoute que, grâce à une évangélisation responsable, beaucoup d'Indiens « accourent avec hâte » vers la foi chrétienne. Il y déclare encore que ceux qui présentent les Indiens comme des bêtes, devant être utilisés sous prétexte qu'ils ne connaissent pas la foi catholique, sont des « suppôts de Satan » dont le but est d'« empêcher que la parole de Dieu soit annoncée pour le salut de ces nations ». Le pape Paul III ne cesse de dénoncer fortement la façon dont les Indiens sont maltraités : « Ils les réduisent en esclavage, leur imposant des corvées telles qu'ils oseraient à peine en infliger à leurs propres animaux domestiques ».
À la bulle Veritas ipsa succède le bref apostolique Altitudo divini consilii le 1er juin 1537, par lequel le pontife condamne la traite négrière. Dans le même document, il exhorte les franciscains, les premiers arrivés sur les terres du Nouveau Monde qui viennent d'être soumises au royaume d'Espagne , à baptiser les Indiens.
Il est peu écouté par les gouvernements européens de l'époque, qui ignorent plus ou moins ses condamnations en raison de la concurrence économique entre leurs États et de la diminution manifeste de l'influence politique de la papauté, notamment à la suite de la sécession anglicane. Seul Charles Quint l'écoute et, sur recommandation de la Commission des Indes, interdit l'esclavage, qu'il avait lui-même réinstauré dix ans plus tôt, avant que l'Église ne prenne position.
Paul III rencontre une forte opposition de la part du Council of The West Indies et de la Couronne, qui déclare qu'il viole leurs leurs droits patronaux ; le pape annule les ordonnances l'année suivante par le document Non Indecens Videtur. Stogre note que Sublimis Deus n'est pas présent dans l'Enchiridion symbolorum de Heinrich Denzinger, le recueil faisant autorité des enseignements catholiques officiels ; Davis affirme que les annulations sont dues à un différend avec la couronne espagnole. Cependant, la bulle originale continue à circuler et à être citée par Bartolomé de las Casas et d'autres partisans des droits des Indiens.
Selon Falkowski, Sublimis Deus a pour effet de révoquer la bulle d'Alexandre VI, Inter caetera, tout en laissant aux colonisateurs le devoir de convertir les autochtones,. Le Père Gustavo Gutiérrez Merino la décrit comme « le document papal le plus important relatif à la condition des Indiens indigènes et qu'il était adressé à tous les chrétiens ». Maxwell note que la bulle ne change pas l'enseignement traditionnel selon lequel l'esclavage des Indiens est permis s'ils sont considérés comme des « ennemis de la chrétienté », car cela serait considéré par l'Église comme une « guerre juste ». Il soutient en outre que les nations indiennes ont parfaitement le droit de se défendre. Stark décrit la bulle comme « magnifique » et estime qu'elle a été oublié depuis longtemps en raison de la négligence des historiens protestants. Falola note que la bulle concerne les populations indigènes du Nouveau Monde et ne condamne pas la traite transatlantique des esclaves encouragée par la monarchie espagnole et l'empereur romain germanique,.
En 1545, Paul III abroge une ancienne loi qui permet aux esclaves de revendiquer leur liberté sous la statue de l'empereur sur la colline du Capitole à Rome, compte tenu du nombre de sans-abri et de vagabonds dans la ville. Le décret inclut ceux qui sont devenus chrétiens après leur asservissement et ceux nés d’esclaves chrétiens. Le droit des habitants de Rome d'acheter et de vendre publiquement des esclaves des deux sexes est affirmé ; Stogre affirme que la levée des restrictions est due à une pénurie d'esclaves à Rome. En 1548, Paul III autorise l’achat et la possession d’esclaves musulmans dans les États pontificaux.
Toujours en 1537, Paul III publie la bulle Altitudo divini consilii qui aborde l'évangélisation et la conversion au christianisme, y compris la manière appropriée d'appliquer les sacrements, en particulier le baptême. Cela était particulièrement important au début du régime colonial, lorsque des centaines, voire des milliers d’indigènes étaient baptisés chaque jour. La discussion sur la manière de gérer les pratiques locales, par exemple la polygamie, demeure un aspect intéressant de cette bulle : après leur conversion, les hommes polygames doivent épouser leur première femme, mais s'ils ne peuvent pas se rappeler quelle est la première épouse, ils « pouvaient alors choisir parmi les épouses celle qu'ils préféraient ».

### Concile de Trente
(décembre 2023).
Peu après son élévation, le 2 juin 1536, Paul III convoqua un concile œcuménique à Mantoue pour le mois de mai suivant ; mais l’opposition des princes protestants et le refus du duc de Mantoue d’assumer la responsabilité du maintien de l’ordre contrecarrèrent le projet. Il publia une nouvelle bulle, convoquant un concile à Vicence pour le 1er mai 1538 ; l’obstacle majeur y fut le regain d’hostilité entre Charles Quint et François Ier. Le vieux pontife parvint à les convaincre de tenir avec lui une conférence à Nice et de conclure une trêve de dix ans. Comme gage de bonne volonté, une petite-fille de Paul fut mariée à un prince français, et l’empereur donna sa fille, Marguerite, à Octave (Ottavio), le fils de Pierre Louis (Pier Luigi), fondateur de la dynastie Farnèse de Parme.
Bien des causes contribuèrent à retarder l’ouverture du concile. L’accroissement de puissance qu’une Allemagne réunifiée aurait mis entre les mains de Charles était si intolérable à François Ier, que lui, qui persécutait dans son propre royaume l'hérésie avec tant d'acharnement, au point que le pape dut l’appeler à refréner sa violence, devint l’allié fidèle de la ligue de Smalkalde et la poussa à rejeter toutes les offres de réconciliation. Charles-Quint lui-même n’était pas à blâmer car, favorable à la tenue d'un concile, il s'imaginait que les différends religieux en Allemagne pouvaient être réglés par des conférences réunissant les deux parties. Ces conférences, comme toute tentative de ce genre en dehors des cours normales de l’Église, entraînaient des pertes de temps, et faisaient beaucoup plus de mal que de bien. Charles se faisait aussi une idée fausse de l'objet d’un concile œcuménique. Dans son désir d’unir toutes les parties, il croyait possible l'adoption de formulations larges auxquelles tous auraient pu souscrire.
Pendant ce temps, Paul III s’occupait de la réforme de la cour papale avec une vigueur qui pavait la voie des canons disciplinaires de Trente. Il nomma des commissions pour relever les abus de toutes sortes ; il réforma la cour apostolique, le tribunal de la Rote, la pénitencerie apostolique, et la chancellerie apostolique. Il renforça le prestige de la papauté en faisant lui-même ce que ses prédécesseurs confiaient à un conseil. Dans la querelle permanente entre François Ier et Charles-Quint, Paul III garda une stricte neutralité, bien que Charles le pressât de soutenir l’Empire et de soumettre François aux censures de l’Église. L’attitude de Paul III, comme patriote italien, suffit à empêcher l’Empereur d'être le seul arbitre en Italie. C’est autant pour préserver les territoires pontificaux que pour promouvoir ses intérêts familiaux que Paul exhorta Charles et ses cardinaux affidés à consentir à l’érection de Plaisance et Parme en un duché pour son fils Pier Luigi Farnese. Une querelle survint avec Gonzague, le gouverneur impérial de Milan, qui se termina plus tard par l’assassinat de Pier Luigi et la perte définitive de Plaisance pour les États pontificaux.

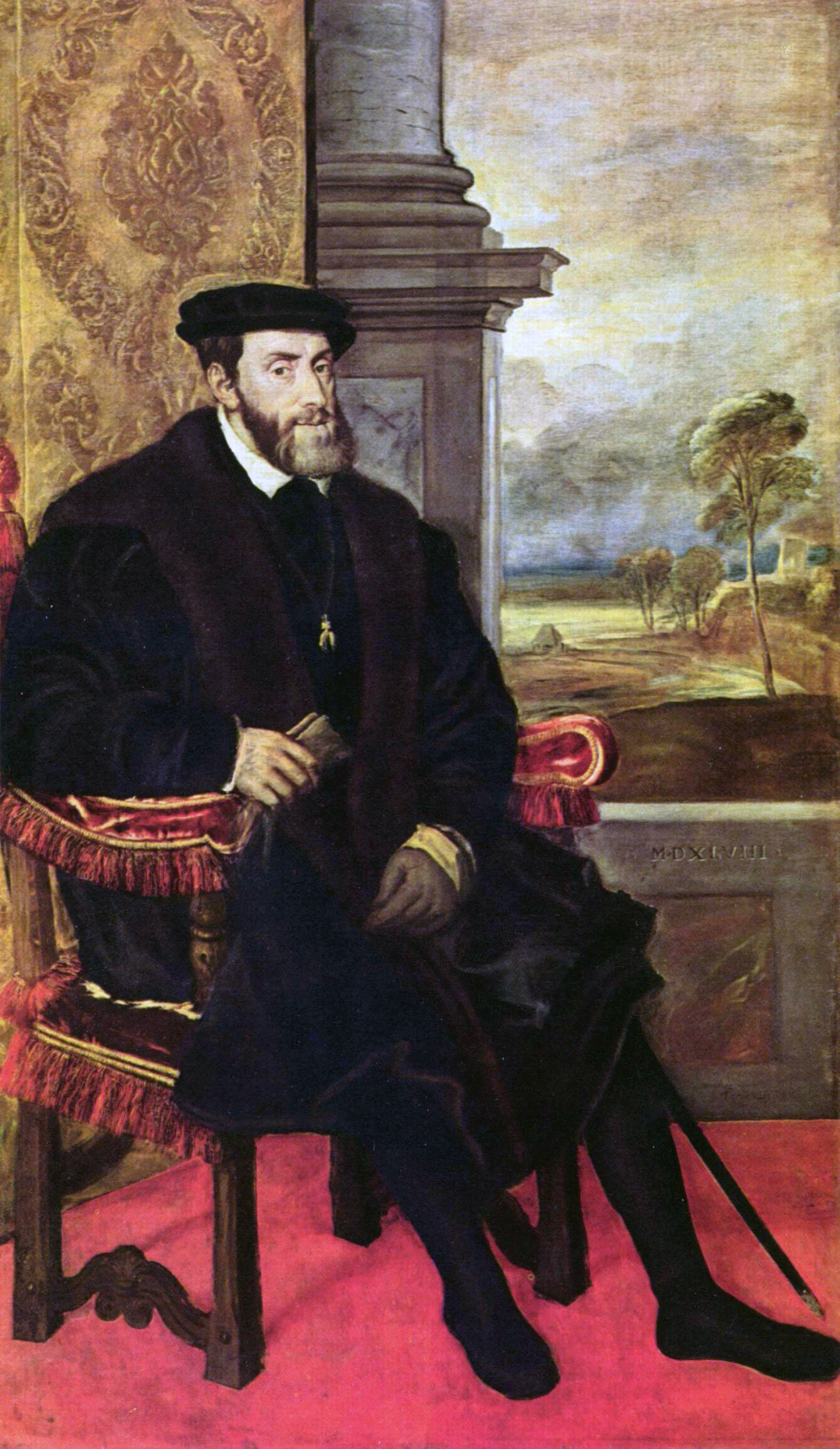
Titien (?), Charles Quint, 1548.

Pendant ce temps, l’Empereur avait développé son propre programme, sur plusieurs points essentiels en porte-à-faux avec celui du pape. Puisque les protestants répudiaient un concile présidé par le Pontife romain, Charles était résolu à soumettre les princes par les armes. Paul ne s’y opposa pas et il promit de l’aider avec trois cent mille ducats et vingt mille hommes de pied ; mais il ajouta sagement la condition que Charles ne devrait conclure aucun traité séparé avec les hérétiques et ne passer aucun accord préjudiciable à la Foi et aux droits du Saint-Siège. Charles souhaitait alors que le concile fût prolongé jusqu’à la victoire des catholiques. De plus, prévoyant que la lutte avec les prédicateurs de l’hérésie serait plus obstinée que le conflit avec les princes, il pressa le pontife d’éviter de formuler des dogmes de foi pour le présent et de confiner les travaux du concile au renforcement de la discipline. Le pape ne pouvait souscrire à aucune de ces demandes. Il adresse un bref flatteur à Jean Maynier, fait chevalier de l'Éperon et Comte palatin après avoir dirigé l'expédition de 1545 au cours de laquelle furent massacrés près de 3 000 vaudois du Luberon.
Finalement, après d’incessantes difficultés, il fut décidé que le concile se tiendrait en terre impériale et le 13 décembre 1545, le concile tint sa première session à Trente. En sept sessions, la dernière ayant eu lieu le 13 mars 1547, les Pères s'attaquèrent avec vigueur aux questions les plus importantes de la foi et de la discipline ecclésiastique. Sans écouter les menaces ni les protestations du parti impérial, ils formulèrent pour tous les temps la doctrine catholique sur les Écritures, le péché originel, la justification et les sacrements. Le concile avait bien entamé ses travaux quand l'irruption de la peste à Trente obligea à un ajournement : le concile fut transféré dans les États pontificaux à Bologne. Le pape Paul n'en fut d'ailleurs pas l’instigateur, il entérina seulement la décision des Pères. Cependant, quinze prélats dévoués à l’Empereur refusèrent de quitter Trente et Charles exigea le retour du concile en territoire allemand. Néanmoins, les délibérations se poursuivirent à Bologne jusqu’à ce que, finalement, le 21 avril, le pape, dans le but d’éviter un schisme, ajournât le concile pour une durée indéterminée. La pertinence de la résolution du concile à proclamer les vérités fondamentales du credo catholique devint bientôt évidente quand l’Empereur et ses conseillers semi-protestants infligèrent à l’Allemagne leur religion intérimaire : elle fut méprisée par les deux parties. Le pape Paul, qui avait apporté à l’Empereur une aide essentielle dans la guerre smalcaldique, mesurait maintenant l’amateurisme théologique de Charles-Quint, et leurs dissensions durèrent désormais jusqu’à la mort du pontife.

### Consistoires
Paul III élève 71 cardinaux en douze consistoires. Six de ceux qu'il nomme, et qu'il révèle ensuite publiquement, ont été nommés « in pectore ». Parmi ceux qu'il nomme figurent ses trois successeurs immédiats, Giovanni Maria Ciocchi del Monte (le futur pape Jules III), Marcello Cervini (le futur pape Marcellus II) et Gian Pietro Carafa (le futur pape Paul IV). Parmi les autres nommés figurent également Reginald Pole, Rodrigo Luis de Borja y de Castre-Pinós (l'arrière-arrière-petit-fils du pape Alexandre VI), Hippolyte d'Este (le petit-fils du pape Alexandre VI) et Enrique de Borja y Aragón (l'arrière-petit-fils du pape Alexandre VI). Paul III nomme également John Fisher cardinal, mais le roi Henri VIII le fait exécuter après avoir averti le pape de ne pas le nommer.
En 1535, Paul III a l'intention de nommer Érasme au cardinalat, mais il y renonce en raison de sa mauvaise santé et de son âge. Lors des préparatifs du consistoire de 1542, il a l'intention de nommer Giovanni Guidiccioni, mais ce dernier meurt avant la tenue du consistoire. Dans ce consistoire de 1542, selon Conradus Eubel, le pape aurait réservé un nombre indéfini d'autres cardinaux in pectore.

### Canonisations
Durant sa papauté, Paul III ne canonise que deux saints : Genès d'Arles (1541) et Abraham de Smolensk (1549).

## Arts et mécénat

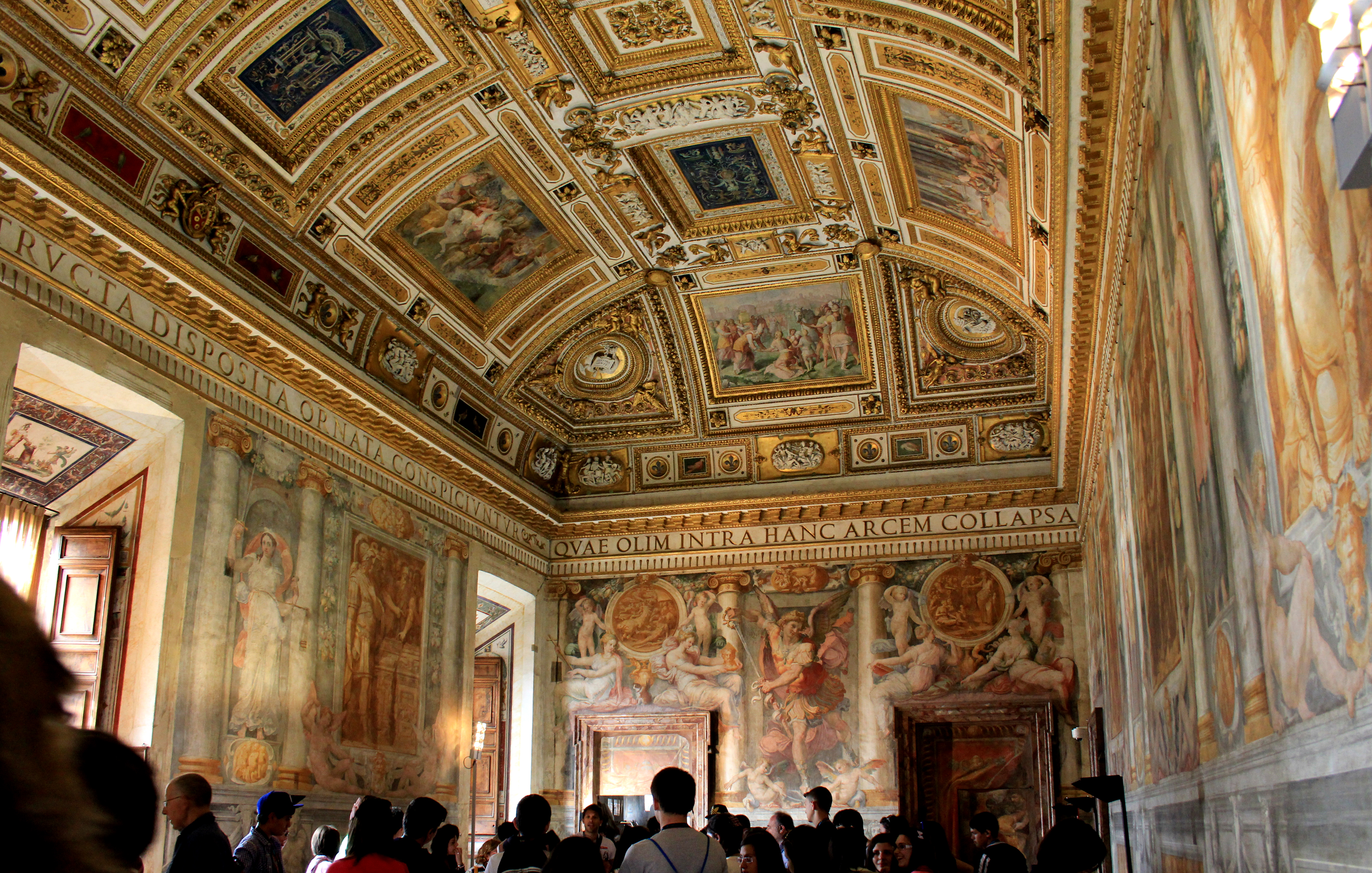
Fresques du château Saint-Ange à la gloire des Farnèse.

Dès 1505, lorsqu'il conclut les fiançailles entre sa nièce Laura Orsini et Nicola Fanciotti della Rovere, neveu de Jules II, Alexandre Farnèse est convaincu que la politique des images est essentielle pour légitimer sa position au sein de la curie romaine. Alors que Raphaël décore les chambres du Vatican pour le pape entre 1509 et 1510, il lui commande son portrait, proclamant ainsi ses grandes ambitions.
Dès son élection il entreprend la rénovation architecturale et urbanistique de Rome afin de lui faire retrouver sa splendeur d'avant le sac de 1527. Il y fait revenir de nombreux peintres et artistes qui avaient alors fui la ville. Une équipe de peintres dirigée par Perin del Vaga, avec Pellegrino Tibaldi et Prospero Fontana, réalisent les fresques de l'appartement du château Saint-Ange représentant la gloire des Farnèse.
L'œuvre artistique la plus importante réalisée sous le règne de Paul III est sans doute Le Jugement dernier de Michel-Ange dans la chapelle Sixtine du palais du Vatican. Bien que l'ouvrage ait été commandé par le prédécesseur de Paul III, le pape Clément VII, après la mort de ce dernier en 1534, Paul renouvelle la commande et supervise son achèvement en 1541. En 1549, il demande à Marcello Venusti d'en faire une copie de format réduit afin d'associer sa famille à l'achèvement de la fresque.

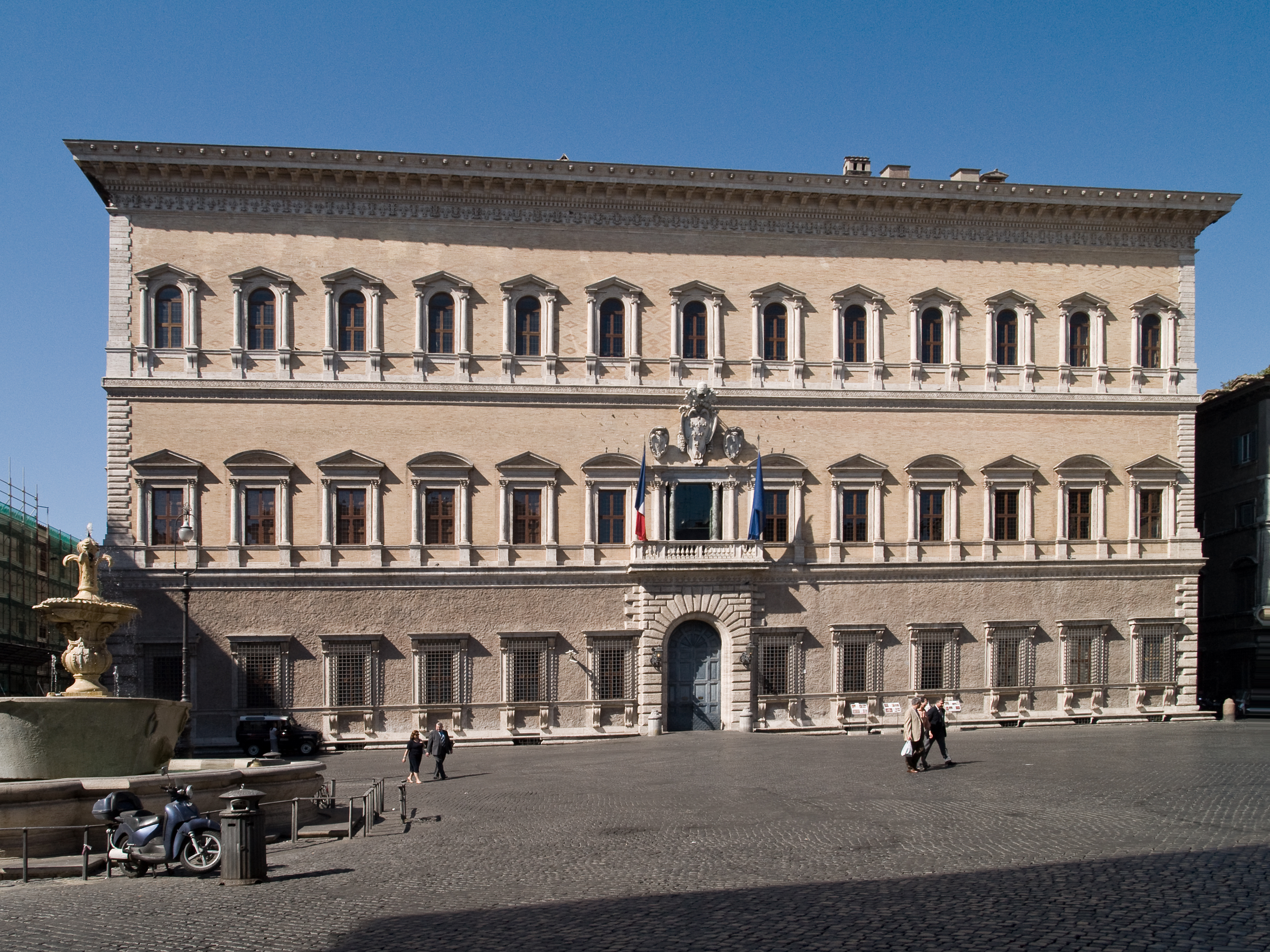
Palais Farnese.

Encore cardinal, Alexandre commence la construction du palais Farnèse dans le centre de Rome en 1514, dont la taille et la magnificence augmentent après son élection à la papauté. Le palais est initialement conçu par l'architecte Antonio da Sangallo le Jeune, reçoit un raffinement architectural supplémentaire de Michel-Ange et est achevé par Giacomo della Porta. Comme d'autres bâtiments de la famille Farnèse, l'imposant palais proclame le pouvoir et la richesse de la famille, à l'instar de la Villa Farnèse d'Alexandre à Caprarola.
Des sculptures importantes telles que le Taureau Farnèse, l'Hercule Farnèse et la Flore Farnèse sont découvertes lors des fouilles aux thermes de Caracalla, qui sont entreposées, avec d'autres antiquités, dans le palais familial au détriment des collections pontificales (aujourd'hui au musée archéologique national de Naples). Paul III rachète par ailleurs la collection de têtes et statues de marbre du cardinal Cesi décédé.

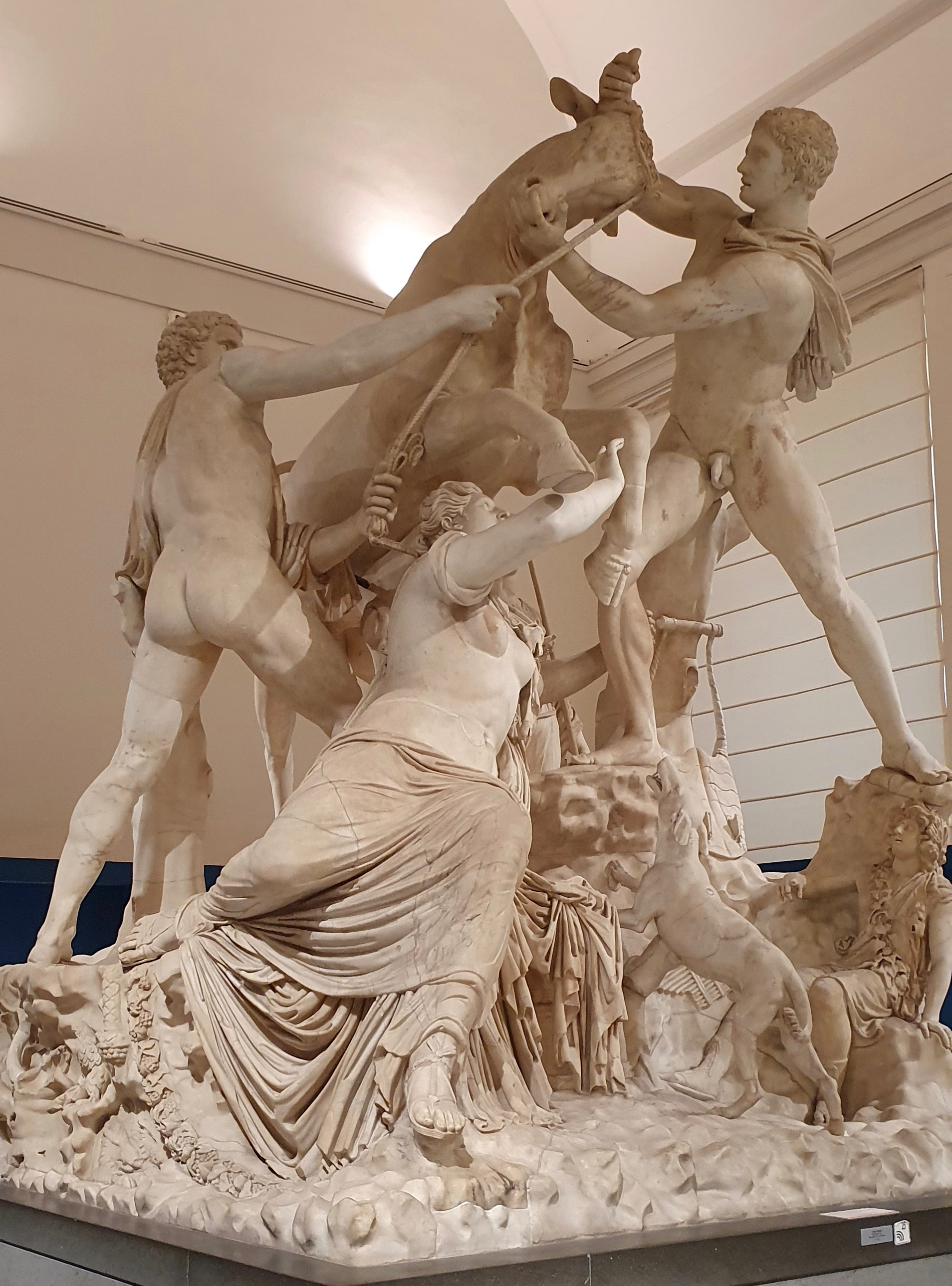
Taureau Farnèse.
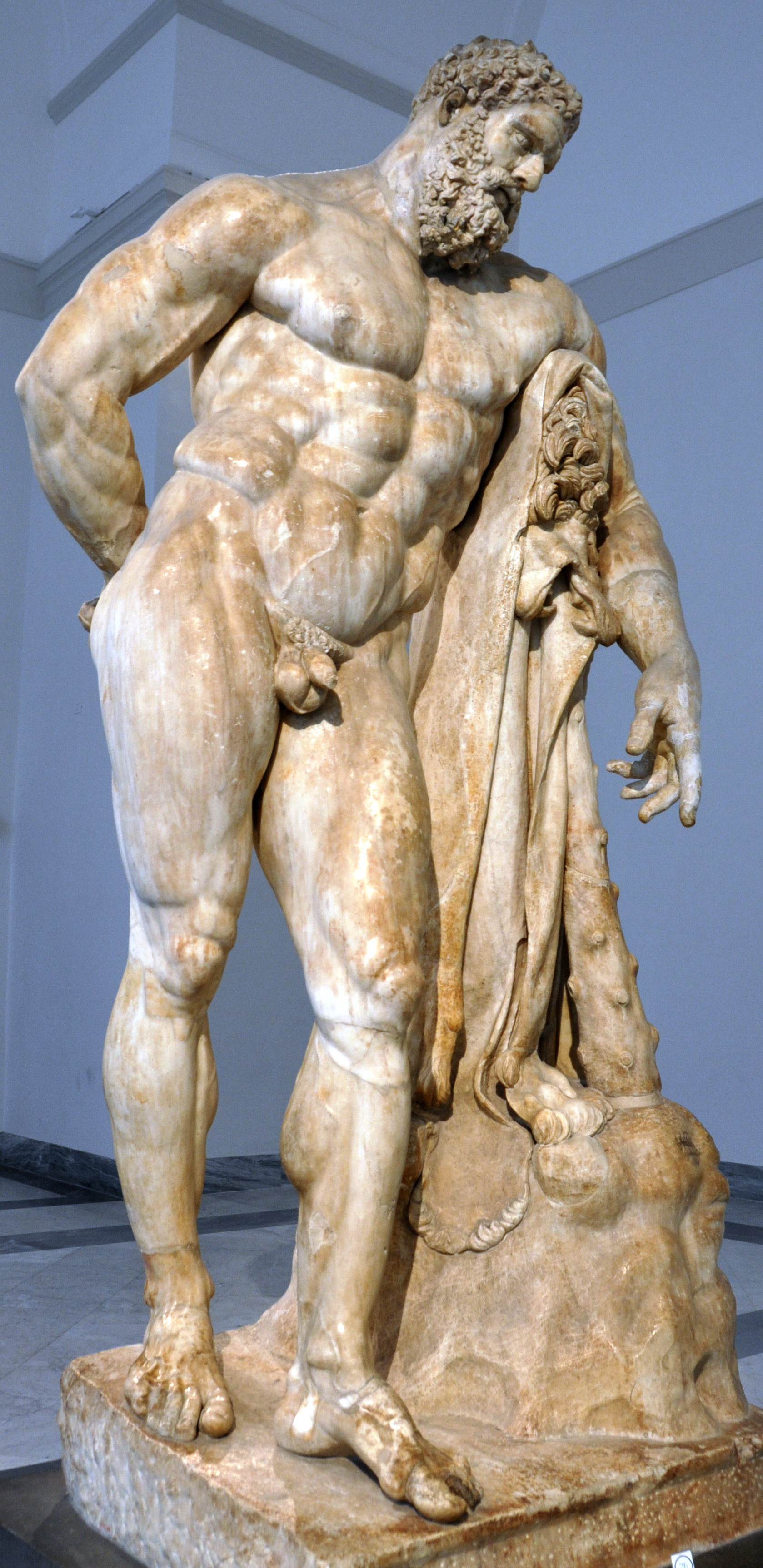
Hercule Farnèse.
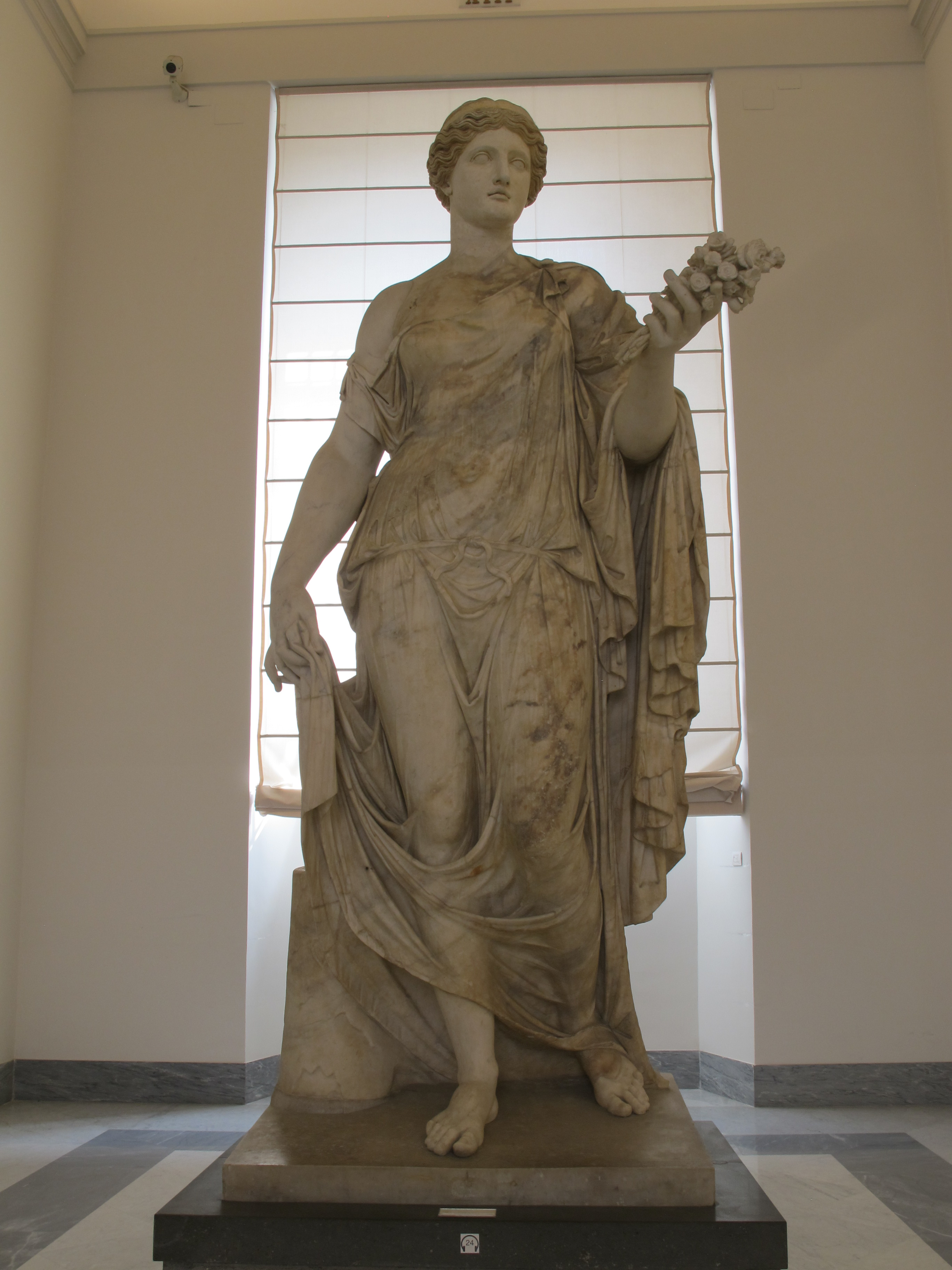
Flore Farnèse.

En 1546, après la mort de Sangallo, Paul III charge le vieux Michel-Ange de superviser la construction de la basilique Saint-Pierre. Il le charge également de peindre La Conversion de saint Paul et Le Martyre de saint Pierre (1542-1550), ses dernières fresques, dans la chapelle Pauline du Vatican.
Les commandes artistiques et architecturales de Paul III sont nombreuses et variées. L'artiste vénitien Titien peint un portrait du pape en 1543, et en 1546 le célèbre Portrait de Paul III avec ses petits-fils, le cardinal Alexandre Farnèse et Ottavio Farnese, duc de Parme. Tous deux se trouvent aujourd'hui au musée de Capodimonte de Naples.
Il demande à Michel-Ange de déplacer, une fois qu'il a redessiné la place, l'ancien bronze de la statue équestre de Marc Aurèle de Saint-Jean-de-Latran sur la colline du Capitole, où il devient la pièce maîtresse de la place du Capitole (Rome), la transformant en une grandiose scène impériale.
Il fait renforcer les fortifications militaires de Rome et des États pontificaux.
Il est amateur d'astrologie et compte parmi ses courtisans des magiciens et des voyants, qu'il consulte souvent pour tout, par exemple pour décider de l'heure d'un départ ou de la date d'un consistoire.

## Historiographie
Durant son pontificat, le front pro-Habsbourg formé par quelques seigneurs italiens (les Gonzague, Cosme Ier de Toscane et quelques grands seigneurs féodaux) développe avec le soutien de représentants de la cour impériale et d'un important appareil de propagande, un projet visant à éliminer les États pontificaux et à rétablir la pleine souveraineté de l'empereur sur le patrimoine de saint Pierre, ramenant la papauté à sa condition spirituelle. Des études récentes y voient un tournant décisif dans les relations entre les deux plus hautes autorités et dans la redéfinition de la structure politico-territoriale de la péninsule. L'échec de l'empereur à adhérer provoque cependant la désintégration politique de l'alliance. L'échec du projet est sanctionné par l'échec de l'élection du candidat impérial au Siège de Pierre lors du conclave de 1549-50,.

## Descendance
Au début du XVIe siècle, encore diacre, et avant de devenir prêtre, Alexandre Farnèse a quatre enfants avec une femme dont l'identité est officiellement inconnue, mais il s'agit probablement de Silvia Ruffini, épouse du marchand romain Giovanni Battista Crispo, dont elle est veuve vers avril 1501. Ces quatre enfants sont :
- Costanza (19 décembre 1500 - 23 mai 1545), mariée à Bosio II Sforza ;
- Pier Luigi (19 novembre 1503 - 10 septembre 1547), duc de Parme et de Plaisance et premier duc de Castro, il épouse Gerolama Orsini en 1519 ;
- Paolo (1504-1512) ;
- Ranuccio (1509-1529).

Les deux premiers enfants sont légitimés par Jules II. Costanza, née alors que sa mère est encore mariée à un autre homme, n'est pas légitimée.

## Succession apostolique
Paul III a ordonné les évêques suivants :
- Cardinal Francesco Pisani (1527)
- Cardinal Gasparo Contarini (1538)
- Évêque Eugene Magennis (en) (1541)

## Postérité
Paul III donne son nom à la chapelle Pauline, qu'il fait construire au palais du Vatican de 1537 à 1539 et orner, par Michel-Ange, de ses dernières œuvres peintes, la Conversion de saint Paul et le Martyre de saint Pierre.

### Les Quinze tableaux de Sebastiano Ricci
Le peintre du XVIIIe siècle Sebastiano Ricci réalisa entre 1687 et 1688, quinze huiles sur toiles sur le thème de son histoire. Elles sont conservées au palais Farnèse à Plaisance : Paul III approuve la compagnie de Jésus ; Paul III approuve l'ordre des capucins ; Paul III parmi les cardinaux ; Paul III bénit une flotte partant contre les Sarrasins; Paul III avec une statue de la Madone ; Paul III et les cardinaux se rendant à Trento ; La Foi pointe vers une statue de Paul III ; Apothéose de Paul III ; Paul III approuve le projet du château de Piacenza.

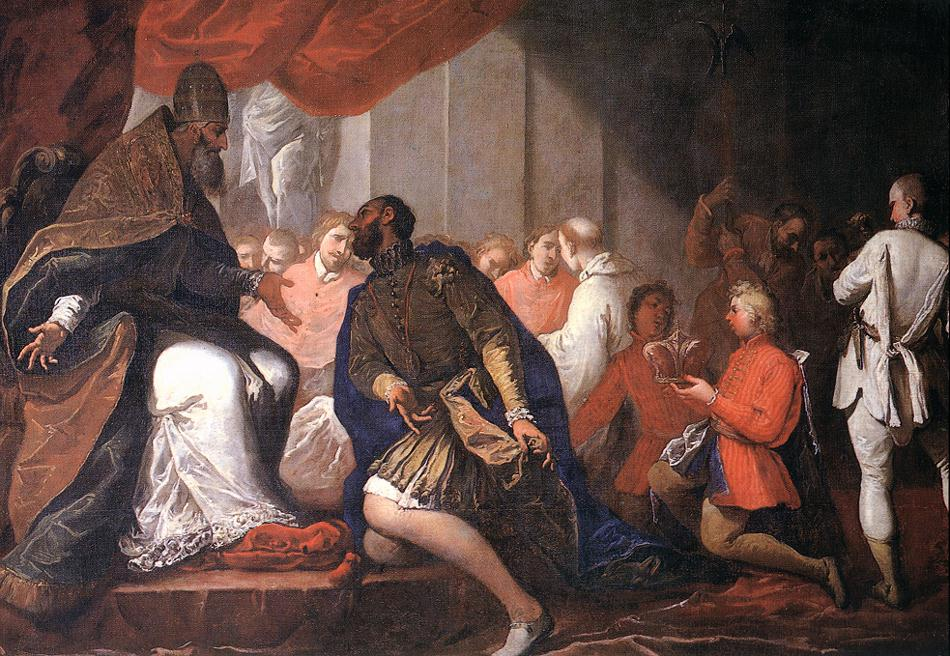
Paul III nomme son fils Pier Luigi, duc de Piacenza et de Parme.
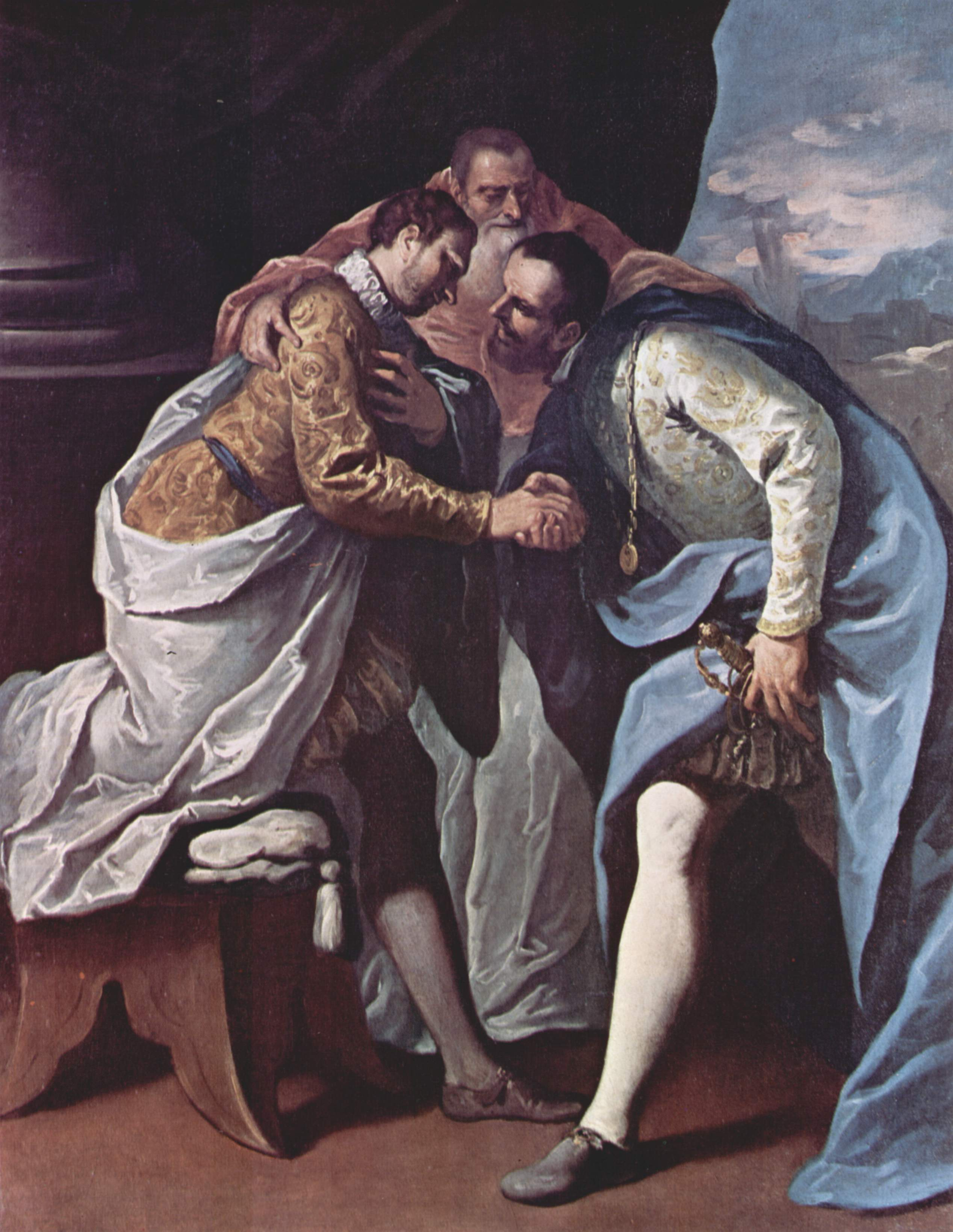
Paul III réconcilie François Ier et Charles Quint.
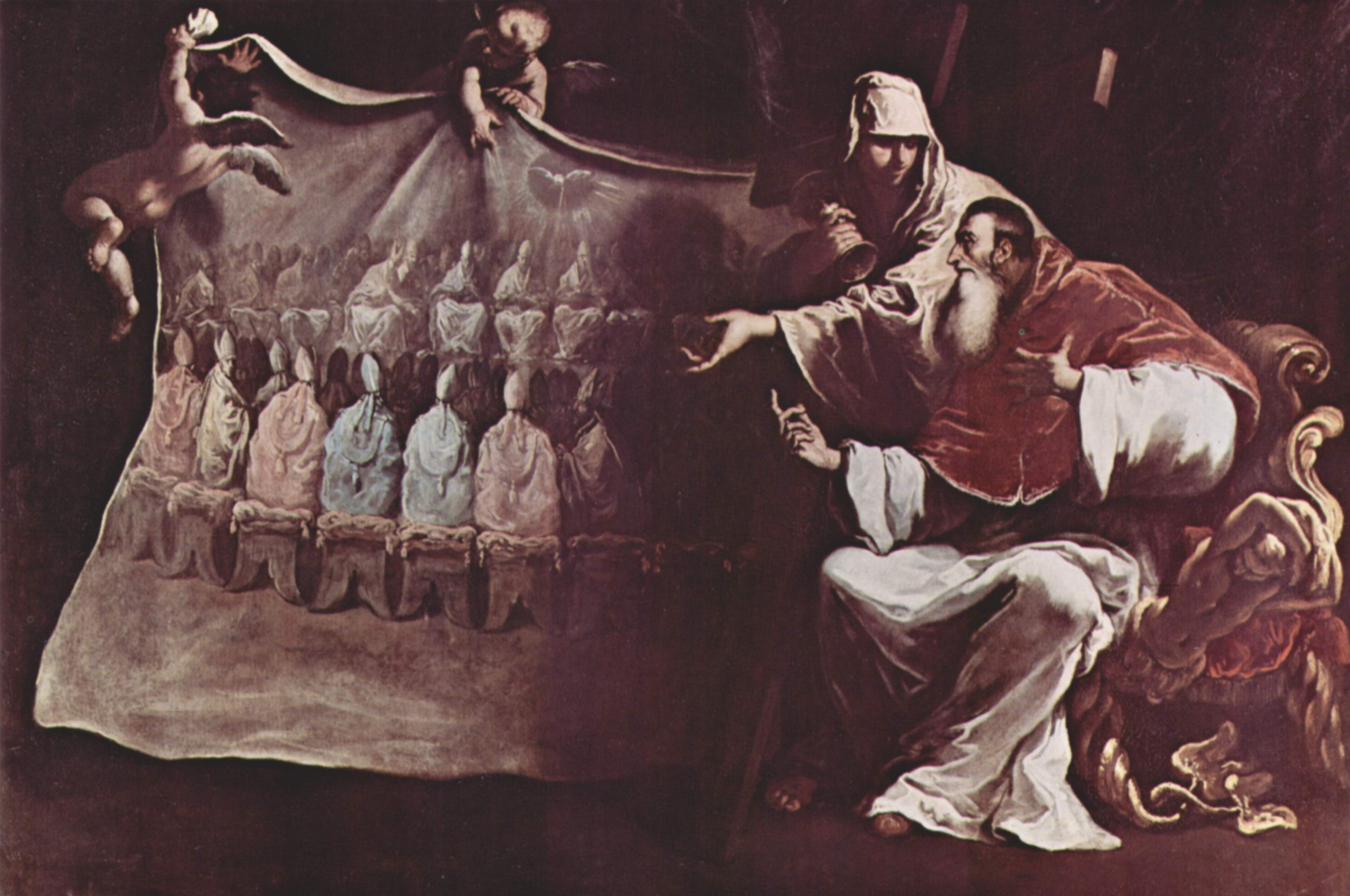
Paul III inspiré par la Foi pour convoquer le Concile de Trente.

### Télévision
Le personnage du pape Paul III, interprété par Peter O'Toole dans la série Showtime Les Tudors, s'inspire vaguement de lui.
Dans Borgia, série télévisée franco-allemande créée par Tom Fontana et diffusée sur Canal+ à partir d'octobre 2011, Alexandre Farnèse est interprété par Diarmuid Noyes. Il est interprété par Cyron Melville dans The Borgias de Showtime.

### Littérature
La jeunesse d'Alexandre Farnèse, encore dans la vie civile, relatée de manière tumultueuse et romancée dans un manuscrit italien anonyme, a inspiré à Stendhal (1783-1842) l'action du héros de La Chartreuse de Parme (1839), Fabrice Del Dongo.
Alexandre Farnèse est le protagoniste des romans d'Amélie de Bourbon-Parme, Les Trafiquants d'éternité - , L'Ambition éditions Gallimard, 2023 et L'Ascension, éditions Gallimard, 2024.

### Musique
L'effigie de Paul III est représentée dans une parodie de la couverture de l'album Pepper's Lonely Hearts Club Band, placée à l'intérieur de l'album de Frank Zappa, Mothers of Invention We're Only in It for the Money.